# SOS (Spiel)

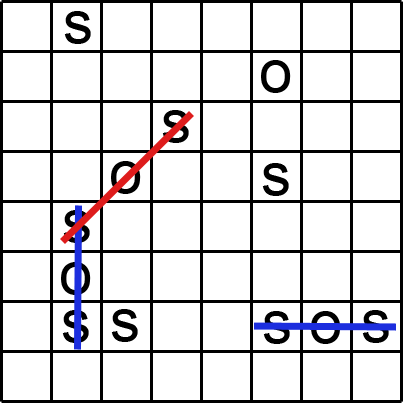
Ein unvollständiges SOS Spiel

SOS ist ein Papier-und-Bleistift-Spiel für zwei oder mehr Spieler. Es ist vergleichbar mit Tic-Tac-Toe und Käsekästchen, hat jedoch eine höhere Komplexität.
SOS ist ein kombinatorisches Spiel wenn mit zwei Spielern gespielt wird. Bezüglich der Spieltheorie ist es ein sequentielles Nullsummenspiel mit perfekter Information.

## Spielweise
Vor Spielbeginn wird ein quadratisches Gitter mit wenigstens 3 mal 3 Quadraten gezeichnet. Spieler können während jeder Runde entweder ein „S“ oder ein „O“ in ein willkürliches freies Quadrat einzeichnen. Dabei ist es nicht notwendig, in jeder Runde den gleichen Buchstaben zu verwenden. Ziel des Spiels ist es, die Sequenz S-O-S in einer geraden Linie zu erzeugen (entweder horizontal, vertikal oder diagonal). Gelingt es einem Spieler die Sequenz zu erzeugen, ist er erneut an der Reihe und kann so lange Buchstaben zum Feld hinzufügen, bis es nicht mehr möglich ist, die Sequenz innerhalb einer Runde zu erzeugen.
Um nachzuverfolgen, welcher Spieler die SOS Sequenz erzeugt hat, kann ein Spieler beispielsweise seine erzeugten Sequenzen einkreisen, während der andere Spieler seine Sequenzen durchstreicht. Sobald das Spielfeld vollständig gefüllt wurde, endet das Spiel und der Spieler mit den meisten erzeugten SOS Sequenzen gewinnt. Sollte das Feld gefüllt und die Anzahl der erzeugten Sequenzen zwischen beiden Spielern identisch sein, endet das Spiel unentschieden.
In einer alternative Variante des Spiels gewinnt der Spieler der zuerst eine SOS Sequenz erzeugt, während das Spiel unentschieden endet, sollte keine Sequenz erzeugt werden.
Das Y2K-Spiel funktioniert nach dem gleichen Prinzip, aber auf einem eindimensionalen Brett.